# San Antonio Grande
San Antonio Grande är en ort i Mexiko.   Den ligger i kommunen Siltepec och delstaten Chiapas, i den sydöstra delen av landet, 800 km sydost om huvudstaden Mexico City. San Antonio Grande ligger 1 497 meter över havet och antalet invånare är 113.
Terrängen runt San Antonio Grande är bergig norrut, men söderut är den kuperad. San Antonio Grande ligger uppe på en höjd. Runt San Antonio Grande är det ganska glesbefolkat, med 42 invånare per kvadratkilometer. Närmaste större samhälle är Chicomuselo, 16,9 km nordost om San Antonio Grande. I omgivningarna runt San Antonio Grande växer huvudsakligen savannskog.